# Capnolymma similis
Capnolymma similis är en skalbaggsart som beskrevs av J. Linsley Gressitt och Yves Rondon 1970. Capnolymma similis ingår i släktet Capnolymma och familjen långhorningar.
Artens utbredningsområde är Laos. Inga underarter finns listade.